# Abu Sayyaf
Abu Sayyaf är en terroristklassad organisation som är verksam i Filippinerna. Abu Sayyaf består av muslimska separatister som vill se ett självständigt och muslimskt Mindanao.